# Cabucgayan
Cabucgayan est une municipalité des Philippines située dans le sud de la province de Biliran. Elle a été fondée le 29 septembre 1949.

## Subdivisions
Cabucgayan est divisée en 13 barangays :
- Balaquid
- Baso
- Bunga
- Caanibongan
- Casiawan
- Esperanza
- Langgao
- Libertad
- Looc
- Magbangon
- Pawikan
- Salawad
- Talibong